# Zjazd Turkiestańskiego Komitetu Narodowego w Wiedniu (1944)
Zjazd Turkiestańskiego Komitetu Narodowego w Wiedniu (ros. Cъезд Туркестанского национального комитета в Вене) – zebranie przedstawicieli narodów Azji Środkowej w Wiedniu pod koniec II wojny światowej
Zjazd odbył się z inspiracji Niemców w dniach 8 – 10 czerwca 1944 r. w Wiedniu. Brało w nim udział ok. 400 przedstawicieli z batalionów Legionu Turkiestańskiego i innych oddziałów wojskowych złożonych z mieszkańców sowieckiej Azji Środkowej. Obrady odbywały się pod przewodnictwem czołowych działaczy berlińskiego Turkiestańskiego Komitetu Narodowego, kierowanego przez Weli Kajum-chana. Zjazd był odpowiedzią na głoszone coraz silniej przez gen. Andrieja A. Własowa, głównodowodzącego Rosyjskiej Armii Wyzwoleńczej (ROA), hasła zgrupowania pod jego dowództwem wszystkich "wschodnich" oddziałów wojskowych w służbie niemieckiej. Osobistą odezwę do uczestników zjazdu przesłał Adolf Hitler. Po jej wygłoszeniu przemawiał W. Kajum-chan. Na koniec zjazdu przyjęto jednogłośnie 30-punktową rezolucję, w której delegaci opowiedzieli się za zjednoczeniem wszystkich wschodniotureckich narodów Związku Radzieckiego w celu "wykorzystania tego etnicznego i religijnego bloku dla zniszczenia ZSRR", odrzucając tym samym plany gen. A. A. Własowa.